# María González Méndez
María González Méndez (Tejina, 4 de febrero de 1987) más conocida como Chicha, es una ex jugadora de balonmano española que jugó de central 16 temporadas para el Rocasa Gran Canaria.

## Trayectoria
María González comenzó a jugar en su isla natal, Tenerife, en el municipio de Tejina, aunque posteriormente se enroló en las filas del Balonmano Perdoma. Con el equipo canario ascendió en 2006 a la Liga ABF en el Pabellón Nuevo de Carranque en una fase de ascenso ante el Marina Park, ASISA Costa del Sol y el La Costa Villa Mijas.
Tras disfrutar de un año en División de Honor, la pérdida de la categoría y la decisión del club tinerfeño de no sacar equipo en la segunda categoría nacional, su carrera le acabó llevando hasta el Rocasa Gran Canaria, donde milita desde la temporada 2007/2008.
Al equipo teldense llegó de la mano de Yubal Moreno, que la fichó de su primer equipo.

### Rocasa Gran Canaria
En la competición nacional ganó la Liga Guerreras Iberdrola en la temporada 2018-19, dos Copas de la Reina (en el 2015 y el 2017) y dos Supercopa de España (2017 y 2019).
Con el conjunto teldense jugó en Europa y se hizo con 3 campeonatos de la EHF European Cup (2 bajo la denominación de EHF Challenge Cup). Debutó en la temporada 2013-14, frente al HC Gomel de Bielorrusia marcando 2 goles en sus primera aparición con el equipo canario.
Como capitana, María se ha encargado de liderar al equipo en los momentos más complicados, aportando experiencia en la pista y también dentro del vestuario. Se retiró tras el último partido disputado en el Pérez Canca de Carranque de la semifinal de la Liga Guerreras Iberdrola de la temporada 2022-23, marcando el último gol de su equipo y cerrando un imaginario ciclo vital.

### Clubes
- - 2007: Club Balonmano Perdoma
- 2007-23: Rocasa Gran Canaria

### Datos de competiciones (desde el 2011 al 2023):[15]
|          | Liga | Copa | EHF |
| -------- | ---- | ---- | --- |
| Partidos | 273  | 27   | 49  |
| Goles    | 167  | 28   | 56  |

### Selección
Fue habitual en las convocatorias de las Guerreras Junior, con las que jugó un total de 17 partidos y consiguió 7 tantos. Debutó con la roja en el Torneo Internacional 4 Naciones, el 26 de marzo del 2004 y su último partido fue en el Campeonato de Europa Junior en Chequia contra la selección rumana.

## Palmarés
- 2 x EHF Challenge Cup
- 1 x EHF European Cup
- 1 x Liga Guerreras Iberdrola (2018-19)
- 2 x Copa de la Reina (2014-15, 2016-17)
- 2 x Supercopa de España (2017) (2019)

### Galardones individuales
- Medalla de Oro de la Federación Canaria de Balonmano.[17]
- Mejor deportista individual femenina de Tenerife (2019)[18]